# برونو كايرس
برونو كايرس هو لاعب كرة قدم برتغالي في مركز الوسط، ولد في 2 أبريل 1976 في لشبونة في البرتغال. شارك مع منتخب البرتغال تحت 16 سنة لكرة القدم ومنتخب البرتغال تحت 17 سنة لكرة القدم ومنتخب البرتغال تحت 18 سنة لكرة القدم ومنتخب البرتغال تحت 20 سنة لكرة القدم ومنتخب البرتغال تحت 21 سنة لكرة القدم. أما مع النوادي، فقد لعب مع سبورتينغ لشبونة ب وسبورتينغ لشبونة وسيلتا فيغو ولوليتيانو ونادي بنفيكا ونادي بيلينينسش ونادي تينيريفي.

## وصلات خارجية
- برونو كايرس على موقع الاتحاد الدولي (مؤرشف)  (الإنجليزية)
- برونو كايرس على موقع قاعدة بيانات كرة القدم.إي يو (الإنجليزية)
- برونو كايرس على موقع عالم كرة القدم.نت (الإنجليزية)
- برونو كايرس على موقع أوليمبيديا (الإنجليزية)